# 그린즈버러 제네럴즈
| 그린즈버러 제네럴즈 |                                                               |
| 콘퍼런스            | 북부 콘퍼런스 (1999년~2003년) 동부 콘퍼런스 (2003년~2004년)   |
| 디비전              | 노스이스트 디비전 (1999년~2003년) 서던 디비전 (2003년~2004년) |
| 설립연도            | 1999년                                                        |
| 해체연도            | 2004년                                                        |
| 역사                | 그린즈버러 제네럴즈 (1999년~2004년)                           |
| 경기장              | 그린즈버러 콜리시엄                                           |
| 연고지              | 노스캐롤라이나주 그린즈버러                                   |
| 상징색              | 빨강, 파랑                                                    |
| 구단주              |                                                               |
| 단장                |                                                               |
| 감독                |                                                               |
| NHL 제휴            |                                                               |
| AHL 제휴            |                                                               |
| 정규시즌 우승       |                                                               |
| 콘퍼런스 우승       |                                                               |
| 디비전 우승         |                                                               |
| 켈리 컵             |                                                               |
| 영구 결번           |                                                               |

그린즈버러 제네럴즈(Greensboro Generals)는 미국 노스캐롤라이나주 그린즈버러를 연고지로 하는 1999년부터 2004년까지 ECHL 소속되었던 아이스 하키팀이다.

## 역대 홈경기장
| 경기장              | 사용기간      | 수용인원 | 장소                        | 비고 |
| ------------------- | ------------- | -------- | --------------------------- | ---- |
| 그린즈버러 제네럴즈 |               |          |                             |      |
| 그린즈버러 콜리시엄 | 1999년~2004년 | 15,000명 | 노스캐롤라이나주 그린즈버러 | 빈칸 |